# Salomon Doeblin
Salomon Doeblin (* 16. Juli 1864 in Bernkastel; † 14. Januar 1945 in Bullay) war ein deutscher Arzt und Sanitätsoffizier.

## Leben
Salomon „Salli“ Doeblin war das älteste der acht Kinder des jüdischen Bernkasteler Arztehepaares Dr. med. Friedrich Wilhelm Moritz Doeblin (1833–1907) und Eleonore Isaak (1845–1893). Der Vater stammte aus Glogau in Niederschlesien und hatte sich nach seiner Heirat in Bernkastel niedergelassen. Von 1877 bis 1904 war er Kreisphysikus des Kreises Bernkastel und praktizierte nach seiner Verabschiedung aus dem Dienst, von Kaiser Wilhelm II. zum Geheimen Sanitätsrat ernannt, als Arzt in Bernkastel.
Salomon Doeblin besuchte das Progymnasium Trarbach und das Gymnasium in Trier und studierte nach dem Abitur 1885 an der Militärärztlichen Akademie (Pépinière) in Berlin Medizin. 1888 wurde er dort zum Doktor der Medizin promoviert. Sein Bruder Albert promovierte dort 1894.
1889 trat Doeblin als Assistenzarzt in die königlich-preußische Armee ein und war dort auf verschiedenen Dienstposten tätig, bis er 1908 als Regimentsarzt des 3. lothringischen Feldartillerie-Regiments in Saint-Avold aus dem aktiven Dienst verabschiedet wurde. Nach Bernkastel-Kues zurückgekehrt, übernahm er dort die ärztliche Praxis seines im Jahr zuvor verstorbenen Vaters. Bei Ausbruch des Ersten Weltkriegs wurde er reaktiviert und kam zunächst wieder zu seinem alten Truppenteil an der Westfront. 1915 wurde er Chefarzt des Feldlazaretts Diedenhofen (Thionville). Im selben Jahr heiratete er Angelika Antonia Stöck (1878–1945), die Tochter des verstorbenen Bernkasteler Apothekers Anton Stöck. Gegen Ende des Krieges leitete Doeblin als letzter Chefarzt das Reservelazarett Trier. 1919 im Rang eines Generaloberarztes a. D. verabschiedet, kehrte er in seine Landarztpraxis in Bernkastel-Kues zurück.
Ausgezeichnet mit dem Eisernen Kreuz II. Klasse und dem Titel Sanitätsrat, praktizierte Doeblin dort, bis ihn die Nürnberger Rassegesetze 1935 zwangen, seine Praxis aufzugeben. Nach der Reichspogromnacht 1938 verließ das Ehepaar Doeblin Bernkastel-Kues und tauchte in der Anonymität der Großstadt Köln unter, wo sie in dürftigen Umständen bis Kriegsende lebten. Die Ehe mit einer christlichen Frau und sein hoher militärischer Rang bewahrten Doeblin wohl vor der Deportation. Zwei der Geschwister, Eva und Paul (mit Frau und zwei Söhnen) kamen in den KZs Theresienstadt bzw. Auschwitz um; sein jüngster Bruder Fritz überlebte als einziger der Familie im KZ Theresienstadt.
Im Januar 1945 reiste das Ehepaar Doeblin wieder nach Bernkastel-Kues, um der dauernden Bombengefahr und der drohenden Deportation zu entgehen. Da die Stadt und auch das elterliche Haus in der Graacher Str. 22 mit Flüchtlingen überbelegt war, versuchten sie am 14. Januar 1945 zurück nach Köln zu fahren, kamen aber auf der Rückreise bei einem Bombenangriff auf die Bullayer Eisenbahnbrücke zusammen mit weiteren 14 Menschen ums Leben. Zunächst in Bullay-Neumerl beigesetzt, wurden die sterblichen Überreste des Ehepaares Doeblin später in ein Sammelgrab auf dem Ehrenfriedhof Prinzenkopf nahe der Marienburg umgebettet.

## Ehrungen

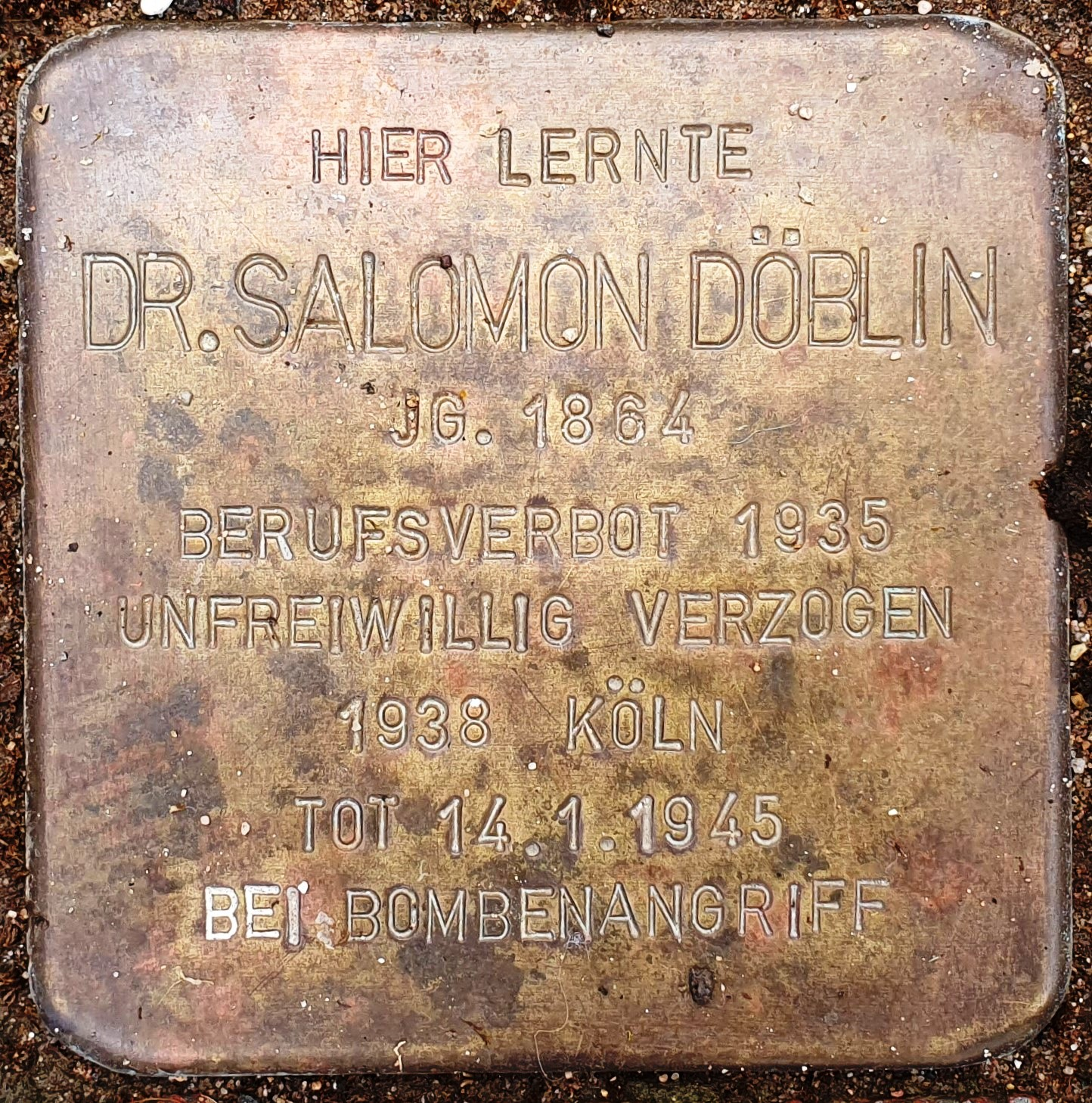
Stolperstein in Trier

- Sowohl in Trier, als auch in Bernkastel-Kues liegen für Salomon Doeblin je ein Stolperstein.[2][3]

## Schriften
- Über die Einwirkung der Diphtherie auf das Herz. Berlin: G. Schade, 1889 (Dissertation).